# Planchonella calcarea
Planchonella calcarea là một loài thực vật có hoa trong họ Hồng xiêm. Loài này được (Hosok.) P.Royen miêu tả khoa học đầu tiên năm 1957.